# Équipe cycliste CarmioOro-NGC
L'équipe cycliste CarmioOro-NGC est une équipe cycliste britannique de la fin des années 2000. Créée en 2008 sous le nom d'A-Style Somn, elle obtient le statut d'équipe continentale professionnelle en 2010. Elle court durant ces trois saisons sous licence britannique. L'équipe s'arrête fin 2010, faute de repreneur.

## Histoire
L'équipe A-Style Somn est créée en 2008. Bien qu'ayant son siège en Italie, elle est enregistrée auprès de la fédération chypriote avec le statut d'équipe continentale. L'effectif de 17 coureurs comprend 6 Chypriotes, tous néo-professionnels, ainsi que 5 Français (dont 4 néo-professionnels) et 5 Italiens, dont 3 sont issus de l'équipe OTC Doors. Le coureur le plus expérimenté est le Kazakh Maxim Gourov, arrivant de l'équipe ProTour Astana.
Les coureurs d'A-Style Somn signent deux succès sur des courses de l'UCI Europe Tour 2008 : Fabio Terrenzio remporte une étape du Tour de Slovaquie et Alexandre Aulas une étape du Tour du Japon. Terrenzio a en outre finit deuxième du Tour de León. Maxim Gourov est cependant le mieux classé à l'UCI Europe Tour, avec notamment sa deuxième place au Tro Bro Leon et sa cinquième place à la Polynormande.
En 2009, un nouveau sponsor principal arrive. La société NGC Medical apporte son soutien financier via deux de ses marques, Avionord et Carmiooro, cette dernière donnant son nouveau nom à l'équipe : CarmioOro-A Style. Ce nouveau partenariat permet à l'équipe de doubler son budget, qui passe de 500 000 € à plus d'un million d'euros. L'équipe est cette fois enregistrée en Italie. Les 6 coureurs chypriotes ne sont pas conservés dans l'effectif, de même que Sylvain Georges, Alberto Di Lorenzo et Simone Bruson. Dix nouveaux coureurs sont recrutés, dont le grimpeur espagnol Sergio Pardilla.
L'équipe disparaît à l'issue de la saison 2010, qui lui a vu notamment remporter Paris-Bruxelles. Une partie du staff et des coureurs parvient néanmoins à remonter une nouvelle équipe avec l'équipe WIT début 2011.

## Classements sur les circuits continentaux

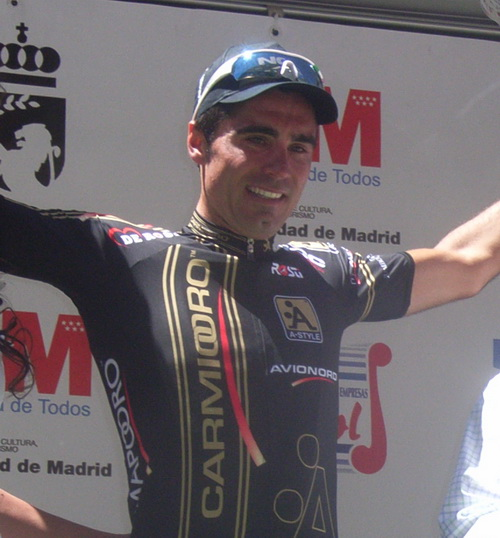
Francisco Ventoso lors du Tour de Madrid 2009

L'équipe Carmiooro participe à des épreuves de l'UCI Europe Tour et de l'UCI Asia Tour. Les tableaux ci-dessous présentent les classements de l'équipe sur ces circuits, ainsi que son meilleur coureur au classement individuel.
UCI Europe Tour
| Saison | Classement par équipes | Meilleur coureur au classement individuel |
| ------ | ---------------------- | ----------------------------------------- |
| 2008   | 71e                    | Maxim Gourov (204e)                       |
| 2009   | 19e                    | Francisco Ventoso (13e)                   |
| 2010   | 5e                     | Sergio Pardilla (8e)                      |

UCI Asia Tour
| Saison | Classement par équipes | Meilleur coureur au classement individuel |
| ------ | ---------------------- | ----------------------------------------- |
| 2008   | 41e                    | Maxim Gourov (145e)                       |
| 2009   | 10e                    | Jure Kocjan (16e)                         |
| 2010   | 8e                     | Francisco Ventoso (145e)                  |

## CarmioOro-NGC en 2010

### Effectif
| Coureur                  | Date de naissance | Nationalité | Équipe 2009                      | Équipe 2011              |
| ------------------------ | ----------------- | ----------- | -------------------------------- | ------------------------ |
| Éric Berthou             | 23.01.1980        | France      | CarmioOro-A Style                | Bretagne-Schuller        |
| Laurent Beuret           | 24.06.1986        | Suisse      | CarmioOro-A Style                | Atlas Personal           |
| Raffaele Ferrara         | 03.10.1976        | Italie      | Ex-pro (LPR 2008)                |                          |
| Sébastien Fournet-Fayard | 25.04.1985        | France      | CarmioOro-A Style                | Véranda Rideau Sarthe 72 |
| Diego Genovesi           | 25.04.1981        | Italie      | CarmioOro-A Style                |                          |
| Paride Grillo            | 23.03.1982        | Italie      | Ex-pro (CSF Group Navigare 2008) |                          |
| Jure Kocjan              | 18.10.1984        | Slovénie    | CarmioOro-A Style                | Type 1-Sanofi Aventis    |
| Sergio Pardilla          | 16.01.1984        | Espagne     | CarmioOro-A Style                | Movistar                 |
| Enrico Peruffo           | 08.07.1985        | Italie      | Néo-pro                          | Vorarlberg               |
| Andrea Piechele          | 29.06.1987        | Italie      | Néo-pro                          | Colnago-CSF Inox         |
| Antonio Quadranti        | 26.08.1980        | Italie      | Betonexpressz 2000-Limonta       |                          |
| Alessandro Raisoni       | 30.10.1983        | Italie      | CarmioOro-A Style                |                          |
| Aristide Ratti           | 07.06.1982        | Italie      | CarmioOro-A-Style                | WIT                      |
| Daniele Ratto            | 05.10.1989        | Italie      | Néo-pro                          | Geox-TMC                 |
| Emanuele Sella           | 09.01.1981        | Italie      | CarmioOro-A Style                | Androni Giocattoli       |
| Diego Tamayo             | 19.09.1983        | Colombie    | CarmioOro-A Style                | WIT                      |
| Fabio Terrenzio          | 12.09.1985        | Italie      | CarmioOro-A Style                |                          |
| Francesco Tizza          | 24.02.1981        | Italie      | CarmioOro-A Style                |                          |
| Andrea Tonti             | 16.02.1976        | Italie      | Fuji-Servetto                    | Fin de carrière          |
| Francisco Ventoso        | 06.05.1982        | Espagne     | CarmioOro-A Style                | Movistar                 |
| Stagiaire                | Date de naissance | Nationalité | Équipe 2010                      | Équipe 2011              |
| Luciano Barindelli       | 22.02.1986        | Italie      | Carmiooro-NGC Pool Cantù         |                          |
| Manuele Boaro            | 03.12.1987        | Italie      | Zalf Désirée Fior                | Saxo Bank-Sungard        |
| Mirko Tedeschi           | 17.12.1987        | Italie      | Carmiooro-NGC Pool Cantù         |                          |

### Victoires
| Date       | Course                                                  | Pays     | Classe | Vainqueur         |
| ---------- | ------------------------------------------------------- | -------- | ------ | ----------------- |
| 21/02/2010 | 1re étape du Tour d'Andalousie                          | Espagne  | 2.1    | Sergio Pardilla   |
| 25/02/2010 | 5e étape du Tour d'Andalousie                           | Espagne  | 2.1    | Francisco Ventoso |
| 08/04/2010 | Grand Prix Pino Cerami                                  | Belgique | 1.1    | Jure Kocjan       |
| 01/05/2010 | Grand Prix de l'industrie et de l'artisanat de Larciano | Italie   | 1.1    | Daniele Ratto     |
| 17/06/2010 | 2e étape du Ster Elektrotoer                            | Pays-Bas | 2.1    | Francisco Ventoso |
| 17/07/2010 | 2e étape du Tour de la communauté de Madrid             | Espagne  | 2.1    | Francisco Ventoso |
| 18/07/2010 | 3e étape du Tour de la communauté de Madrid             | Espagne  | 2.1    | Sergio Pardilla   |
| 18/07/2010 | Classement général du Tour de la communauté de Madrid   | Espagne  | 2.1    | Sergio Pardilla   |
| 11/09/2010 | Paris-Bruxelles                                         | Belgique | 1.HC   | Francisco Ventoso |